# Landeswahlkreis Vorarlberg
Der Landeswahlkreis Vorarlberg ist ein Landeswahlkreis in Österreich, der bei Wahlen zum Nationalrat für die Vergabe der Mandate im zweiten Ermittlungsverfahren gebildet wird. Der Wahlkreis umfasst das Bundesland Vorarlberg.
Bei der Nationalratswahl im Jahr 2019 waren im Landeswahlkreis Vorarlberg 274.500 Personen wahlberechtigt, wobei bei der Wahl die Österreichische Volkspartei (ÖVP) mit 36,6 % als stärkste Partei hervorging. Von den maximal acht zu vergebenden Grundmandaten entfielen zwei Mandate auf die ÖVP und jeweils eines auf die Sozialdemokratische Partei Österreichs (SPÖ), die Freiheitliche Partei Österreichs (FPÖ), NEOS und die Grünen. Über die Landesliste zogen ein Mandatar der SPÖ, Reinhold Einwallner, ein Mandatar der FPÖ, Reinhard Eugen Bösch (ab 1. November 2022 durch Thomas Spalt ersetzt), ein Mandatar der NEOS, Gerald Loacker sowie eine Mandatarin der Grünen, Nina Tomaselli in den Nationalrat ein. Die beiden Mandate der ÖVP wurden bereits in den Regionalwahlkreisen Vorarlberg Nord und Süd erreicht und wurden daher gemäß der Nationalratswahlordnung im zweiten Ermittlungsverfahren auf Landesebene von der Zahl der dort erreichten Grundmandate abgezogen.

## Geschichte
Nach dem Ende des Staates Österreich-Ungarn wurden für das Gebiet Vorarlbergs mit der Wahlordnung 1918 für die Wahl der konstituierenden Nationalversammlung ein Wahlkreis, der Wahlkreis Vorarlberg (Wahlkreis 27) geschaffen. Nachdem Gebiete wie Südtirol und Südböhmen endgültig von Österreich an die Nachfolgestaaten Österreich-Ungarns abgetreten worden waren, erfolgte eine Reduzierung der Gesamtzahl der Wahlkreise. Dadurch erhielt der Wahlkreis Vorarlberg die Wahlkreisnummer 19. Nachdem die Wahlordnung von 1923 von der austrofaschistischen Regierung 1934 außer Kraft gesetzt worden war, wurde die ursprüngliche Einteilung der Wahlkreise nach dem Zweiten Weltkrieg mit dem Verfassungsgesetz vom 19. Oktober 1945 weitgehend wieder eingeführt. 1971 wurde mit der Nationalrats-Wahlordnung 1971 schließlich eine tiefgreifende Wahlkreisreform durchgeführt, mit der die Anzahl der Wahlkreise in Österreich auf nur noch neun reduziert wurde. Für das Bundesland Vorarlberg änderte sich dadurch jedoch nur die Wahlkreisnummer (nun Wahlkreis 8). Mit Inkrafttreten der Nationalrats-Wahlordnung 1992 wurde das österreichische Bundesgebiet schließlich in 43 Regionalwahlkreise unterteilt und somit ein drittes Ermittlungsverfahren eingeführt, wobei der Landeswahlkreis Vorarlberg (Wahlkreis 8) für das erste Ermittlungsverfahren in die zwei Regionalwahlkreise Vorarlberg Nord (8A) und Vorarlberg Süd unterteilt wurde. Der Landeswahlkreis Vorarlberg erhielt in der Folge 1993 sieben Mandate zugewiesen, wobei die Neuberechnung der Mandatsverteilung zwischen den Bundesländern im Jahr 2002 (nach den Ergebnissen der Volkszählung 2001) für den Landeswahlkreis Vorarlberg zur Erhöhung der Mandatszahl auf acht Grundmandate führte.
Bei allen Nationalratswahlen seit 1945 war die ÖVP stimmenstärkste Partei im Landeswahlkreis, bis einschließlich der Wahl 1986 sogar mit absoluter Stimmenmehrheit.

## Wahlergebnisse
| Nationalratswahlen im Landeswahlkreis Vorarlberg | Nationalratswahlen im Landeswahlkreis Vorarlberg | Nationalratswahlen im Landeswahlkreis Vorarlberg | Nationalratswahlen im Landeswahlkreis Vorarlberg | Nationalratswahlen im Landeswahlkreis Vorarlberg | Nationalratswahlen im Landeswahlkreis Vorarlberg | Nationalratswahlen im Landeswahlkreis Vorarlberg | Nationalratswahlen im Landeswahlkreis Vorarlberg | Nationalratswahlen im Landeswahlkreis Vorarlberg | Nationalratswahlen im Landeswahlkreis Vorarlberg | Nationalratswahlen im Landeswahlkreis Vorarlberg | Nationalratswahlen im Landeswahlkreis Vorarlberg |
| Wahltermin                                       | GM                                               |                                                  | ÖVP                                              | SPÖ                                              | FPÖ/ WdU                                         | GRÜNE                                            | BZÖ                                              | LIF/NEOS                                         | FRANK                                            | PILZ/JETZT                                       | Sonstige                                         |
| ------------------------------------------------ | ------------------------------------------------ | ------------------------------------------------ | ------------------------------------------------ | ------------------------------------------------ | ------------------------------------------------ | ------------------------------------------------ | ------------------------------------------------ | ------------------------------------------------ | ------------------------------------------------ | ------------------------------------------------ | ------------------------------------------------ |
| 25. November 1945                                |                                                  | Stimmenanteile (%)                               | 70,0                                             | 27,5                                             | -                                                | -                                                | -                                                | -                                                | -                                                | -                                                | 2,5                                              |
| 25. November 1945                                | 4                                                | Grundmandate                                     | 3                                                | 1                                                | -                                                | -                                                | -                                                | -                                                | -                                                | -                                                | 0                                                |
| 9. Oktober 1949                                  |                                                  | Stimmenanteile (%)                               | 56,4                                             | 18,9                                             | 21,9                                             | -                                                | -                                                | -                                                | -                                                | -                                                | 2,8                                              |
| 9. Oktober 1949                                  | 4                                                | Grundmandate                                     | 2                                                | 0                                                | 1                                                | -                                                | -                                                | -                                                | -                                                | -                                                | 0                                                |
| 22. Februar 1953                                 |                                                  | Stimmenanteile (%)                               | 55,6                                             | 22,7                                             | 18,8                                             | -                                                | -                                                | -                                                | -                                                | -                                                | 3,0                                              |
| 22. Februar 1953                                 | 5                                                | Grundmandate                                     | 3                                                | 1                                                | 1                                                | -                                                | -                                                | -                                                | -                                                | -                                                | 0                                                |
| 13. Mai 1956                                     |                                                  | Stimmenanteile (%)                               | 60,8                                             | 26,8                                             | 10,3                                             | -                                                | -                                                | -                                                | -                                                | -                                                | 2,1                                              |
| 13. Mai 1956                                     | 5                                                | Grundmandate                                     | 3                                                | 1                                                | 0                                                | -                                                | -                                                | -                                                | -                                                | -                                                | 0                                                |
| 10. Mai 1959                                     |                                                  | Stimmenanteile (%)                               | 56,4                                             | 30,1                                             | 12,1                                             | -                                                | -                                                | -                                                | -                                                | -                                                | 1,4                                              |
| 10. Mai 1959                                     | 5                                                | Grundmandate                                     | 3                                                | 1                                                | 0                                                | -                                                | -                                                | -                                                | -                                                | -                                                | 0                                                |
| 18. November 1962                                |                                                  | Stimmenanteile (%)                               | 55,9                                             | 28,0                                             | 14,9                                             | -                                                | -                                                | -                                                | -                                                | -                                                | 1,3                                              |
| 18. November 1962                                | 5                                                | Grundmandate                                     | 3                                                | 1                                                | 0                                                | -                                                | -                                                | -                                                | -                                                | -                                                | 0                                                |
| 6. März 1966                                     |                                                  | Stimmenanteile (%)                               | 61,8                                             | 22,1                                             | 12,9                                             | -                                                | -                                                | -                                                | -                                                | -                                                | 3,2                                              |
| 6. März 1966                                     | 5                                                | Grundmandate                                     | 3                                                | 1                                                | 0                                                | -                                                | -                                                | -                                                | -                                                | -                                                | 0                                                |
| 1. März 1970                                     |                                                  | Stimmenanteile (%)                               | 54,7                                             | 31,0                                             | 13,6                                             | -                                                | -                                                | -                                                | -                                                | -                                                | 0,7                                              |
| 1. März 1970                                     | 5                                                | Grundmandate                                     | 3                                                | 1                                                | 0                                                | -                                                | -                                                | -                                                | -                                                | -                                                | 0                                                |
| 10. Oktober 1971                                 |                                                  | Stimmenanteile (%)                               | 51,6                                             | 36,6                                             | 11,1                                             | -                                                | -                                                | -                                                | -                                                | -                                                | 0,7                                              |
| 10. Oktober 1971                                 | 6                                                | Grundmandate                                     | 3                                                | 2                                                | 0                                                | -                                                | -                                                | -                                                | -                                                | -                                                | 0                                                |
| 5. Oktober 1975                                  |                                                  | Stimmenanteile (%)                               | 53,1                                             | 35,9                                             | 10,2                                             | -                                                | -                                                | -                                                | -                                                | -                                                | 0,8                                              |
| 5. Oktober 1975                                  | 6                                                | Grundmandate                                     | 3                                                | 2                                                | 0                                                | -                                                | -                                                | -                                                | -                                                | -                                                | 0                                                |
| 6. Mai 1979                                      |                                                  | Stimmenanteile (%)                               | 55,0                                             | 33,4                                             | 10,7                                             | -                                                | -                                                | -                                                | -                                                | -                                                | 1,0                                              |
| 6. Mai 1979                                      | 6                                                | Grundmandate                                     | 3                                                | 2                                                | 0                                                | -                                                | -                                                | -                                                | -                                                | -                                                | 0                                                |
| 24. April 1983                                   |                                                  | Stimmenanteile (%)                               | 60,3                                             | 27,3                                             | 7,2                                              | 2,0                                              | -                                                | -                                                | -                                                | -                                                | 3,2                                              |
| 24. April 1983                                   | 7                                                | Grundmandate                                     | 4                                                | 1                                                | 0                                                | 0                                                | -                                                | -                                                | -                                                | -                                                | 0                                                |
| 23. November 1986                                |                                                  | Stimmenanteile (%)                               | 53,1                                             | 25,5                                             | 12,0                                             | 8,8                                              | -                                                | -                                                | -                                                | -                                                | 0,6                                              |
| 23. November 1986                                | 7                                                | Grundmandate                                     | 3                                                | 1                                                | 0                                                | 0                                                | -                                                | -                                                | -                                                | -                                                | 0                                                |
| 7. Oktober 1990                                  |                                                  | Stimmenanteile (%)                               | 40,4                                             | 28,9                                             | 17,2                                             | 5,3                                              | -                                                | -                                                | -                                                | -                                                | 9,2                                              |
| 7. Oktober 1990                                  | 7                                                | Grundmandate                                     | 2                                                | 2                                                | 1                                                | 0                                                | -                                                | -                                                | -                                                | -                                                | 0                                                |
| 9. Oktober 1994                                  |                                                  | Stimmenanteile (%)                               | 37,8                                             | 20,9                                             | 23,6                                             | 9,0                                              | -                                                | 6,5                                              | -                                                | -                                                | 2,3                                              |
| 9. Oktober 1994                                  | 7                                                | Grundmandate                                     | 2                                                | 1                                                | 1                                                | 0                                                | -                                                | 0                                                | -                                                | -                                                | 0                                                |
| 17. Dezember 1995                                |                                                  | Stimmenanteile (%)                               | 34,1                                             | 22,9                                             | 27,4                                             | 7,3                                              | -                                                | 7,1                                              | -                                                | -                                                | 1,2                                              |
| 17. Dezember 1995                                | 7                                                | Grundmandate                                     | 2                                                | 0                                                | 1                                                | 0                                                | -                                                | 0                                                | -                                                | -                                                | 0                                                |
| 3. Oktober 1999                                  |                                                  | Stimmenanteile (%)                               | 35,2                                             | 18,2                                             | 30,2                                             | 10,0                                             | -                                                | 4,8                                              | -                                                | -                                                | 1,6                                              |
| 3. Oktober 1999                                  | 7                                                | Grundmandate                                     | 2                                                | 1                                                | 2                                                | 0                                                | -                                                | 0                                                | -                                                | -                                                | 0                                                |
| 24. November 2002                                |                                                  | Stimmenanteile (%)                               | 49,2                                             | 20,1                                             | 13,0                                             | 14,5                                             | -                                                | 1,6                                              | -                                                | -                                                | 1,6                                              |
| 24. November 2002                                | 8                                                | Grundmandate                                     | 3                                                | 1                                                | 1                                                | 1                                                | -                                                | 0                                                | -                                                | -                                                | 0                                                |
| 1. Oktober 2006                                  |                                                  | Stimmenanteile (%)                               | 42,0                                             | 18,5                                             | 10,9                                             | 16,4                                             | 3,2                                              | -                                                | -                                                | -                                                | 9,0                                              |
| 1. Oktober 2006                                  | 8                                                | Grundmandate                                     | 3                                                | 1                                                | 0                                                | 1                                                | 0                                                | -                                                | -                                                | -                                                | 0                                                |
| 28. September 2008                               |                                                  | Stimmenanteile (%)                               | 31,3                                             | 14,1                                             | 16,1                                             | 17,2                                             | 12,8                                             | 2,6                                              | -                                                | -                                                | 5,9                                              |
| 28. September 2008                               | 8                                                | Grundmandate                                     | 2                                                | 1                                                | 1                                                | 1                                                | 1                                                | 0                                                | -                                                | -                                                | 0                                                |
| 29. September 2013                               |                                                  | Stimmenanteile (%)                               | 26,3                                             | 13,1                                             | 20,2                                             | 17,0                                             | 2,4                                              | 13,1                                             | 5,3                                              | -                                                | 2,5                                              |
| 29. September 2013                               | 8                                                | Grundmandate                                     | 2                                                | 1                                                | 1                                                | 1                                                | 0                                                | 1                                                | 0                                                | -                                                | 0                                                |
| 15. Oktober 2017                                 |                                                  | Stimmenanteile (%)                               | 34,7                                             | 17,8                                             | 24,4                                             | 7,2                                              | -                                                | 9,0                                              | -                                                | 3,0                                              | 3,8                                              |
| 15. Oktober 2017                                 | 8                                                | Grundmandate                                     | 2                                                | 1                                                | 1                                                | 0                                                | -                                                | 0                                                | -                                                | 0                                                | 0                                                |
| 29. September 2019                               |                                                  | Stimmenanteile (%)                               | 36,6                                             | 13,1                                             | 14,7                                             | 18,1                                             | -                                                | 13,6                                             | -                                                | 2,1                                              | 1,7                                              |
| 29. September 2019                               | 8                                                | Grundmandate                                     | 2                                                | 1                                                | 1                                                | 1                                                | -                                                | 1                                                | -                                                | 0                                                | 0                                                |
| 29. September 2024                               |                                                  | Stimmenanteile (%)                               | 29,1                                             | 13,1                                             | 27,1                                             | 11,4                                             | -                                                | 12,6                                             | -                                                | -                                                | 6,7                                              |
| 29. September 2024                               | 8                                                | Grundmandate                                     | 2                                                | 1                                                | 2                                                | 0                                                | -                                                | 1                                                | -                                                | -                                                | 0                                                |